# Segretamente/Musica 'mpruvvisata
Segretamente/Musica 'mpruvvisata, pubblicato nel 1960, è un singolo del cantante italiano Mario Trevi

## Storia
Le incisioni sono delle cover di brani presentati quell'anno al Festival di Napoli 1960 da Sergio Bruni, Luciano Virgili e Jula De Palma.

## Tracce
Lato A
- Segretamente (Annone-Romeo)

Lato B
- Musica 'mpruvvisata (Manlio-D'Esposito)

## Incisioni
Il singolo fu inciso su 45 giri, con marchio Durium- serie Royal (QCN 1114). 
Direzione arrangiamenti: M° Beppe Mojetta.